# Мыльников, Сергей Игоревич
Серге́й И́горевич Мы́льников (род. 15 июля 1999, Челябинск) — российский хоккеист, вратарь «Трактора».

## Карьера
Воспитанник челябинского хоккея и СДЮШОР «Трактор», участвовал в официальных детских соревнованиях с 2008 года. В сезоне 2013/14 играл за юношескую команду московского «Динамо», но затем вернулся в Челябинск. В сезоне 2016/17 провёл первые матчи в МХЛ за «Белых медведей» и в ВХЛ за «Челмет». В 2016—2020 годах в составе хоккейного клуба «Белые медведи» сыграл 92 матча в регулярных сезонах МХЛ и 9 матчей в плей-офф. В ВХЛ стал регулярно играть с сезона 2020/21, до того появлялся на льду лишь несколько раз за сезон.
В КХЛ дебютировал в стартовом составе «Трактора» 27 февраля 2021 в матче против магнитогорского «Металлурга».